# The Pogues
The Pogues är ett irländskt-brittiskt folkrockband med influenser av punkrock. Bandet, vars medlemmar hade engelsk och irländsk bakgrund,  bildades i London 1982. Dess ursprungliga namn var Pogue Mahone, som är en engelsk variant av det iriska "póg mo thóin", vilket på svenska betyder "kyss mitt arsle". Bandet valde dock tidigt att byta namn till "The Pogues" då deras namn oundvikligt ledde till mindre speltid i brittisk radio.
The Pogues var bland annat kända för den folkrockmusikaliska julsången "Fairytale of New York" som släpptes i november 1987. Julsången är en duett mellan bandets sångare Shane MacGowan och den brittiska sångerskan Kirsty McColl och handlar om två ensamma personer som längtar efter varandra på julnatten och tänker tillbaka på hur de träffats och hur deras relation spruckit på grund av droger, sprit och olycka. 
Ett flertal av bandets medlemmar, inte minst deras karismatiska frontfigur och sångare Shane MacGowan, hade sitt ursprung i den engelska punkscenen vilket starkt färgade både deras musik och deras omtalade och kontroversiella attityd. Shane MacGowan fick efter bandets beslut lämna bandet 1991, mycket på grund av sin okontrollerbara attityd och sina alkoholproblem. Efter MacGowans avsked tog Spider Stacy över rollen som frontfigur och sångare i bandet, medan MacGowan startade ett nytt folkrockband under namnet The Popes. The Pogues stapplade, under en rad olika uppsättningar, vidare i några år fram tills att det slutgiltiga beslutet om att bandet skulle upplösas togs 1996.
Bandet har under 2000-talet återförenats vid en rad tillfällen och haft spelningar i bland annat Storbritannien, USA, Japan och Spanien. Banduppsättningen har då varit densamma som på deras storhetstid under 1980-talet.

## Medlemmar
Senaste medlemmar
- Shane MacGowan – sång, gitarr, banjo, bodhrán (1982–1991, 2001–2014; död 2023)
- James Fearnley – dragspel, mandolin, piano, gitarr (1982–1993, 2001–2014)
- Spider Stacy – sång, tin whistle (1982–1996, 2001–2014)
- Jeremy 'Jem' Finer – banjo, mandola, saxofon, vevlira, gitarr, sång (1982–1996, 2001–2014)
- Andrew Ranken – trummor, percussion, munspel, sång (1982–1996, 2001–2014)
- Terry Woods – mandolin, cister, concertina, gitarr, sång (1986–1993, 2001–2014)
- Darryl Hunt – basgitarr (1986–1996, 2001–2014)

Tidigare medlemmar
- Phil Chevron – gitarr, sång (1985–1994, 2001–2013; avliden 2013)[1]
- Cait O'Riordan – basgitarr (1982–1986, 2004)
- Joe Strummer – sång, gitarr (1991–1992; död 2002)
- Jamie Clarke – sång, gitarr (1994–1996)
- Dave Coulter – mandolin, violin, ukulele, percussion (1994–1996)
- James McNally – dragspel, tin whistle, percussion (1993–1996)

## Diskografi
Studioalbum
- 1984 – Red Roses for Me
- 1985 – Rum Sodomy & the Lash
- 1988 – If I Should Fall From Grace With God
- 1989 – Peace and Love
- 1990 – Hell's Ditch
- 1993 – Waiting for Herb
- 1996 – Pogue Mahone

Livealbum
- 2002 – Streams of Whiskey: Live in Leysin, Switzerland 1991
- 2005 – The Ultimate Collection Including Live at the Brixton Academy 2001
- 2012 – The Pogues in Paris: 30th Anniversary Concert at the Olympia
- 2013 – The Pogues Live with Joe Strummer 1991